# کانتون (میسیسیپی)
کانتون (به انگلیسی: Canton) شهری در ایالت میسیسیپی کشور ایالات متحده آمریکا است که جمعیت آن در سرشماری سال ۲۰۱۰ میلادی، ۱۳٬۱۸۹ نفر بوده‌است.